# Rivière aux Cerises
Pour les articles homonymes, voir Cerise (homonymie).
La rivière aux Cerises (en anglais : Cherry river) est un tributaire du lac Memphrémagog. Cette rivière parcourt les villes Orford, puis de Magog, dans la municipalité régionale de comté MRC de Memphrémagog, dans la région administrative de l'Estrie, au Québec, au Canada.
L'érection de barrage sur cette rivière à la fin du XIXe siècle a créé plusieurs zones de marais permanents en amont.

## Géographie
Les principaux bassins versants voisins de la rivière aux Cerises sont :
- côté nord : ruisseau Key ;
- côté est : rivière Magog, ruisseau Rouge, ruisseau Dorman, ruisseau Meadow, rivière Saint-François ;
- côté sud : lac Memphrémagog ;
- côté ouest : cours d'eau Gagné, lac Montjoie.

La rivière aux Cerises prend sa source de l'étang aux Cerises, situé au sud-est du lac Stukely, au sud du lac Fraser, au nord-est du Mont Orford et au nord-ouest du centre du village de Cherry River. L'Étang aux Cerises reçoit les eaux :
- du versant nord-ouest du Mont Orford par le ruisseau des Grandes Chutes et le ruisseau des Billots ;
- du versant nord de la colline des Pins ;
- du nord, par le biais du ruisseau de mai (qui reçoit les eaux du ruisseau Perdu).

À partir de la décharge de l'Étang des Cerises, la rivière aux Cerises coule sur 11,9 km selon les segments suivants :
- 2,0 km vers le sud-est en zone forestière en traversant l'étang Sayat-Nova, jusqu'à la confluence du ruisseau de la Cuvette (venant du nord et constituant l'émissaire du lac de la Cuvette) ;
- 0,8 km vers le sud-est, jusqu'au ruisseau du Grand Rocher (venant de l'ouest, soit du Pic du Lynx) ;
- 1,0 km vers le sud-est en passant au sud des hameaux de Cherry River et de Chéribourg, jusqu'à la confluence avec le ruisseau Castle (venant du nord) ;
- 0,9 km vers le sud, jusqu'à la confluence du ruisseau Branche de l'Est, lequel draine en amont le lac à la Truite ;
- 4,0 km vers le sud, en coulant en parallèle (du côté est) du ruisseau Rouge, jusqu'à l'autoroute 10 ;
- 3,2 km vers le sud jusqu'à son embouchure, en traversant une zone de marais, le chemin de fer et la route 112[3].

La rivière aux Cerises se déverse au fond d'une petite baie de la baie de Magog, sur la rive nord du lac Memphrémagog à côté de la Pointe Cabana, dans le secteur de Deauville. La route 112 traverse la rivière aux Cerises à sa confluence avec le lac Memphrémagog. Après avoir traversé une petite baie, vers le sud, le courant traverse sous le pont ferroviaire situé sur le littoral nord du lac Memphrémagog.

## Toponymie
Le nom de la rivière fait référence aux nombreux cerisiers qui se trouvent sur ses bords. Le terme cerise (ou Cherry en anglais) est lié à plusieurs toponymes de cette zone : l'étang, le hameau "Cherry River", le marais et la rivière.
Le toponyme rivière aux Cerises a été officialisé le 5 décembre 1968 à la Commission de toponymie du Québec.

## Images

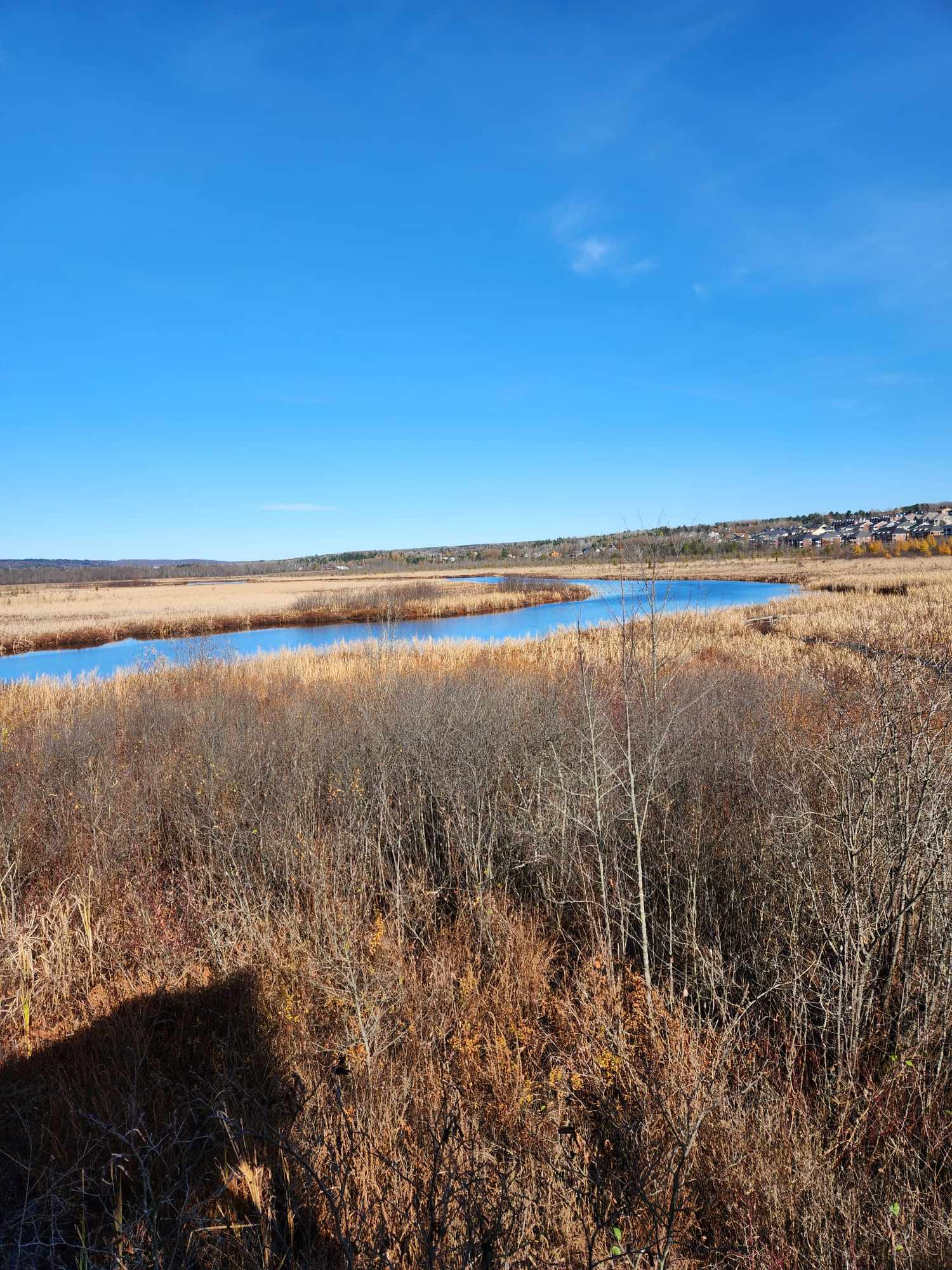
Aperçu en automne de la rivière